# عنف السلاح

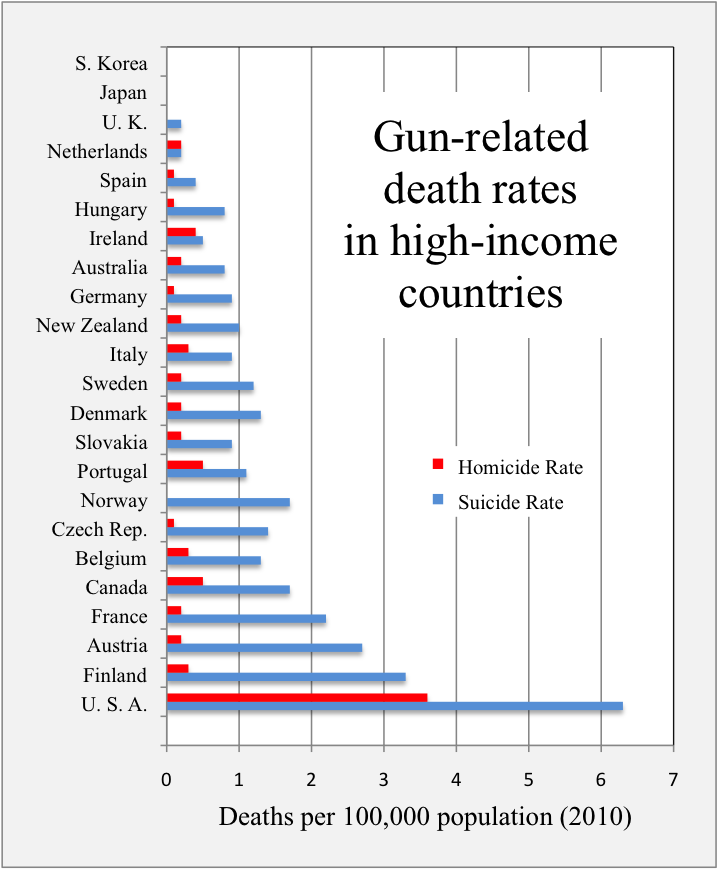
العنف المرتبط بالسلاح في الدول ذات الدخل المرتفع.

العنف المرتبط بالسلاح (بالإنجليزية: Gun-related violence) هو عنف يُرتكب باستخدام سلاح ناري. من الجائز اعتبار العنف المرتبط بالسلاح فعلًا إجراميًا. يشمل العنف الإجرامي: القتل (باستثناء وجود حكم مبرر) والاعتداء بسلاح فتاك والانتحار أو محاولة الانتحار الفاشلة، اعتمادًا على حكم القضاء. يشمل العنف غير الإجرامي إصابة ما أو وفاة عرضية أو غير متعمدة (ربما باستثناء حالات الإهمال الجنائي). تُدرج بشكل عام في إحصاءات العنف المسلح الأنشطة العسكرية أو شبه العسكرية أيضًا.
وفقًا لمنظمة غان بوليسي، فإن 75% من أصل 875 مليون بندقية في العالم بين أيدي المدنيين. ما يقرب من نصف هذه الأسلحة (48 في المئة) موجودة في الولايات المتحدة، التي لديها أعلى معدل لملكية الأسلحة في العالم. على الصعيد العالمي، يُصاب الملايين أو يُقتلون باستخدام السلاح. أسفر الهجوم بالأسلحة النارية عن 180,000 حالة وفاة في عام 2013 بنسبة زيادة من 128,000 حالة وفاة في عام 1990. بالإضافة إلى ذلك، كان هناك 47,000 حالة وفاة غير متعمدة مرتبطة بالأسلحة النارية في عام 2013.

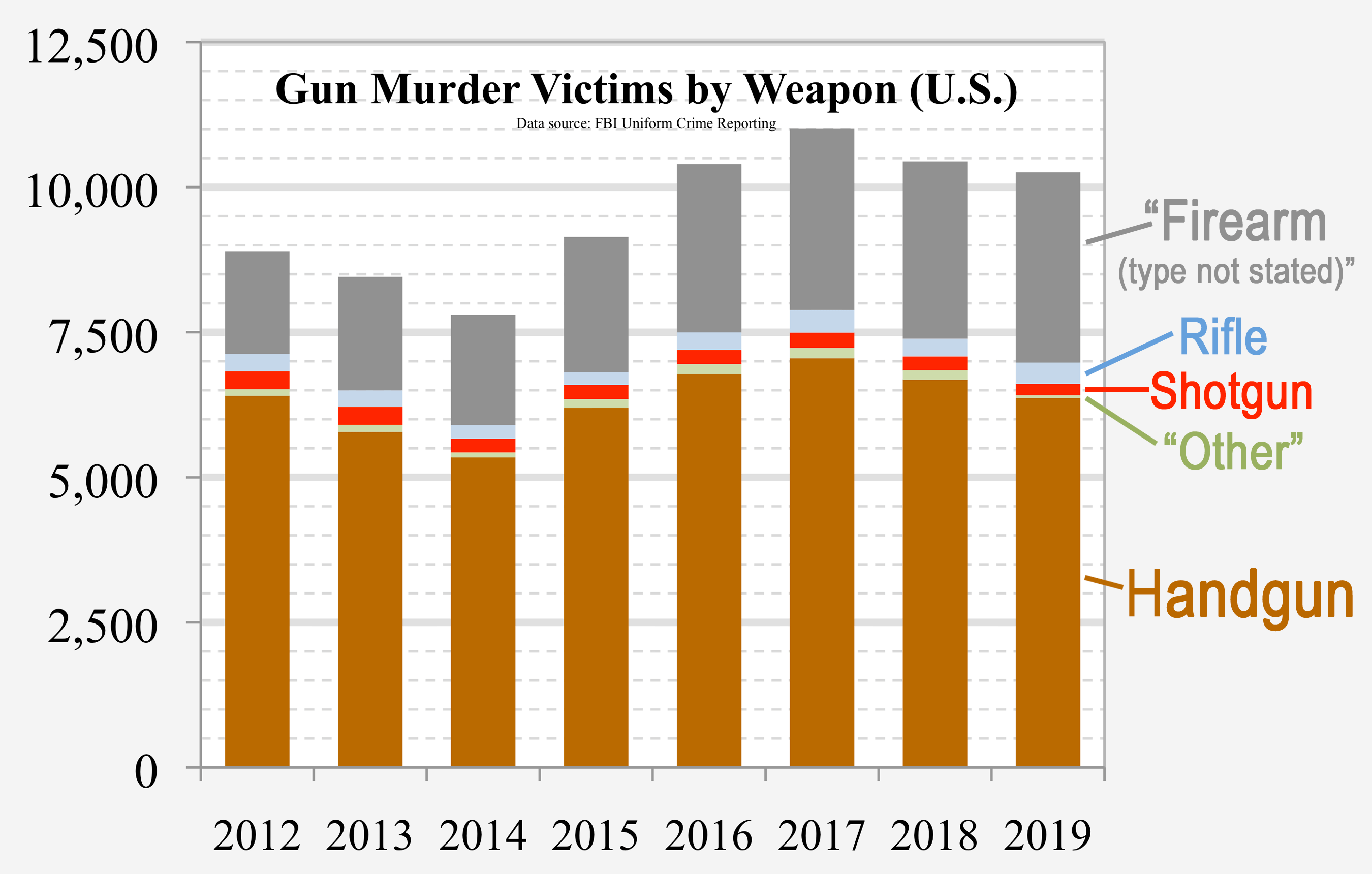
تدخل المسدسات في معظم الأسلحة الأمريكية.

تختلف مستويات العنف المرتبط بالسلاح اختلافًا كبيرًا بين المناطق الجغرافية والبلدان وحتى على الصعيد غير الوطني. تتراوح معدلات الوفيات العنيفة بالأسلحة النارية من 0,03 و 0,04 لكل 100,000 من السكان في سنغافورة واليابان، إلى 59 و 67 لكل 100,000 في هندوراس وفنزويلا. تحدث أعلى معدلات الوفيات العنيفة بالأسلحة النارية في العالم في بلدان أمريكا الجنوبية والوسطى ذات الدخل المنخفض مثل هندوراس وفنزويلا وكولومبيا والسلفادور وغواتيمالا والبرازيل وجامايكا.
تحتل الولايات المتحدة المركز 11 لنسبة أعلى معدل لعنف السلاح في العالم ومعدل القتل بالأسلحة النارية وهو أعلى 25 مرة من متوسط معدلات الدول الأخرى ذات الدخل المرتفع. تمتلك الولايات المتحدة معدلًا إجماليًا للموت بالأسلحة النارية وهو 50-100 مرة أكبر من العديد من الدول الثرية المماثلة التي لديها قوانين صارمة لمراقبة الأسلحة مثل اليابان والمملكة المتحدة وكوريا الجنوبية. وجدت جميع الدراسات تقريبًا علاقة إيجابية بين امتلاك السلاح ومعدلات القتل المرتبط بالسلاح والانتحار.
وفقًا للأمم المتحدة، فإن الوفيات الناجمة عن الأسلحة النارية الصغيرة تتجاوز تلك الناجمة عن جميع الأسلحة الأخرى مجتمعة إذ يلقى عدد أكبر من الناس حتفهم كل عام بسبب العنف المرتبط بالأسلحة النارية بنسبة أكبر من ما حدث في القصف الذري لهيروشيما وناغازاكي مجتمعين. قد يصل عدد القتلى على الصعيد العالمي من استخدام الأسلحة النارية إلى 1000 قتيل يوميًا.

## الأنواع

### الانتحار
ثمّة علاقة قوية بين الأسلحة المنزلية، بالإضافة إلى الوصول إلى الأسلحة بشكل عام، ومخاطر الانتحار، والتي يكون الدليل عليها أقوى في الولايات المتحدة. في عام 2017، اشتمل ما يقرب من نصف حالات الانتحار في البلاد البالغ عددها 47,173 حالة على وجود سلاح ناري. وجدت دراسة حالة أجريت عام 1992 في ولايتي تينيسي وواشنطن أن الأفراد الموجودين في منزل فيه سلاحًا ناريًا هم أكثر عرضةً للانتحار بخمس مرات من هؤلاء الأفراد الذين لا يمتلكون أسلحة أبدًا. وجدت دراسة أخرى أجريت عام 2002 أن الوصول إلى الأسلحة في المنزل كان مرتبطًا بزيادة خطر الانتحار بين البالغين في منتصف العمر وأيضًا كبار السن، حتى بعد السيطرة على الأمراض النفسية. اعتبارًا من عام 2008، أُجريت 12 دراسة حالة في الولايات المتحدة، ووجدت جميعها أن تواجد الأسلحة في المنزل مرتبط بزيادة خطر الانتحار. ومع ذلك، لم تجد دراسة نيوزيلندية عام 1996 أي علاقة مهمة بين الأسلحة المنزلية والانتحار. عند تقييم البيانات من 14 دولة متقدمة حيث كانت مستويات ملكية الأسلحة معروفة، وجد مركز أبحاث التحكم في الإصابات بجامعة هارفرد ارتباطات ذات دلالة إحصائية بين تلك المستويات ومعدلات الانتحار. ومع ذلك، فقدت أوجه التشابه عندما تم تضمين بيانات من دول إضافية. وجدت دراسة أجريت عام 2006 تأثيرًا كبيرًا للتغيرات في معدلات ملكية الأسلحة على معدلات الانتحار بالأسلحة النارية في العديد من الدول الغربية. خلال الثمانينيات والتسعينيات من القرن العشرين، تساوى بشكل تقريبي معدل انتحار المراهقين باستخدام الأسلحة بمعدلات البالغين، وارتفع معدل المنتحرين من عمر 75 عامًا فأكثر فوق كل المعدلات الأخرى. وجدت دراسة أجريت عام 2002 أن 90% من محاولات الانتحار باستخدام الأسلحة النارية كانت ناجحة.
يتراوح استخدام الأسلحة النارية في حالات الانتحار من أقل من 10% في أستراليا إلى 50% في الولايات المتحدة إذ تعتبر الطريقة الأكثر شيوعًا بحيث يفوق عدد حالات الانتحار عدد جرائم القتل مرتين إلى واحدة. وُجد أيضًا أن أولئك الذين اشتروا سلاحًا ناريًا معرضون لخطر الانتحار في غضون أسبوع من الشراء. تمتلك الولايات المتحدة أكبر عدد من حالات الانتحار وممتلكي الأسلحة لبلد متقدم، والأسلحة النارية هي الطريقة الأكثر شيوعًا للانتحار. في الولايات المتحدة عندما ترتفع نسبة ممتلكي الأسلحة، ترتفع معها نسبة الانتحار بالسلاح الناري. يمكن أن يكون الانتحار فعلًا اندفاعيًا إذ قال 40% ممن نجوا من محاولة انتحار بأنهم فكروا بالانتحار لمدة تصل إلى خمس دقائق فقط قبل المحاولة بشكل حقيقي. يمكن أن يؤدي هذا الاندفاع إلى استخدام سلاح ناري لأنه يُنظر إليه على أنه طريقة سريعة وقاتلة بالفعل.
وفقًا للباحث في الجريمة الأمريكي غاري كليك، فإن الدراسات التي تحاول ربط ملكية السلاح بعلم الضحايا غالبًا ما تفشل في تفسير وجود أسلحة مقتناة لأشخاص آخرين. تشير الأبحاث التي أجراها الاقتصاديون جون لوت من الولايات المتحدة وجون ويتلي من أستراليا إلى أن قوانين منع الوصول لا يبدو أنها تؤثر على وفيات الأحداث العرضية المرتبطة بالأسلحة النارية أو حالات الانتحار. في المقابل، وجدت دراسة أجريت عام 2004 بإشراف دانيال ويبستر أن مثل هذه القوانين مرتبطة بتخفيضات طفيفة في معدلات الانتحار بين الأطفال. انتقدت نفس الدراسة دراسة أجراها لوت ووايتلي حول هذا الموضوع لاستخدامهما نموذج توبيت بشكل غير لائق. صرّحت لجنة تابعة للمجلس الوطني الأمريكي للبحوث بأن الدراسات البيئية حول العنف وملكية الأسلحة النارية تقدم أدلة متناقضة عن ذلك. كتبت اللجنة: «تتضمن الدراسات والبيانات البحثية (الموجودة) ثروة من المعلومات الوصفية عن القتل والانتحار والأسلحة النارية، لكن بسبب قيود البيانات والأساليب الموجودة، لا تظهر بشكل موثوق علاقة سببية بين ملكية الأسلحة النارية وأسباب أو منع العنف الإجرامي أو حتى الانتحار.

## 2023
قُتل أكثر من 25000 شخص في أعمال عنف مسلح حتى الآن في عام 2023. وتصدرت حوادث إطلاق النار عناوين الأخبار بشكل مستمر بعد سبعة أشهر فقط من العام. ومن بين القتلى 879 مراهقا و170 طفلا. اعتبارًا من الأول من أغسطس، توفي ما لا يقل عن 25198 شخصًا بسبب العنف المسلح في الولايات المتحدة هذا العام، وفقًا لأرشيف العنف المسلح - وهو ما يعادل 118 حالة وفاة تقريبًا كل يوم.
وشكلت الوفيات الناجمة عن الانتحار الغالبية العظمى من وفيات العنف المسلح هذا العام. كان هناك أكثر من 14000 حالة وفاة بسبب الانتحار بالأسلحة النارية هذا العام، بمتوسط حوالي 66 حالة وفاة يوميًا بالانتحار في عام 2023. وحدثت غالبية هذه الوفيات في تكساس وكاليفورنيا وفلوريدا وجورجيا ونورث كارولينا وإلينوي ولويزيانا.

## معدل جريمة عنيفة
للمقارنات الإقليمية، يقسم مكتب التحقيقات الفيدرالي الولايات المتحدة إلى أربع مناطق: الشمال الشرقي، والغرب الأوسط، والجنوب، والغرب. بالنسبة لعام 2019، كانت المنطقة ذات أدنى معدل جريمة عنيفة هي الشمال الشرقي بمعدل 292.4 لكل 100000 شخص، بينما كانت المنطقة ذات أعلى معدل جريمة عنيفة هي الغرب بمعدل 413.5 لكل 100000 شخص. بالنسبة لعام 2019، كانت المنطقة ذات أدنى معدل لجرائم الممتلكات هي الشمال الشرقي بمعدل 1،350.4 لكل 100،000 ساكن، في حين كانت المنطقة ذات أعلى معدل لجرائم الممتلكات هي المنطقة الغربية بمعدل 2،411.7 لكل 100،000 ساكن.
تختلف معدلات الجريمة في الولايات المتحدة حسب المجتمع. في المناطق الإحصائية الحضرية، تعد معدلات جرائم العنف وجرائم الممتلكات أعلى من المتوسط الوطني. في المدن غير الحضرية، كانت جرائم العنف أقل من المتوسط الوطني، بينما كانت جرائم الممتلكات أعلى. بالنسبة للمناطق الريفية، كانت معدلات الجريمة العنيفة على حد سواء أقل من المتوسط الوطني.